# Баламандский монастырь
Балама́ндский Успе́нский монастырь (араб. دير سيدة البلمند‎, или просто Балама́нд) — православный ставропигиальный мужской монастырь Антиохийской Православной Церкви в 10 км к юго-западу от Триполи в Ливане. Посвящён Успению Богородицы. Крупный центр религиозной мысли и православного богословия, в XX веке избран местом проведения диалога между православными и католиками.

## История
Первоначально на этом месте во времена второго Крестового похода, в 1157 году, был основан цистерцианский монастырь. Название происходит от старофранцузского топонима Бельмонт — «Прекрасная Гора». Комплекс зданий был построен монахами-бернардинцами в характерном для ордена стиле с элементами провансальской готики. Разрушен мусульманами не позднее 1291 года, после чего примерно три века развалины находились в запустении.
Монастырь был возрождён в 1603 году митрополитом Триполийским Иоакимом как православная обитель и к середине XVII века становится одним из самых значительных в Антиохийской Православной Церкви. Баламандский монастырь снискал славу крупного центра православного богословия. Его рукописная коллекция арабо-христианских сочинений считается одним из богатейших собраний такого рода.

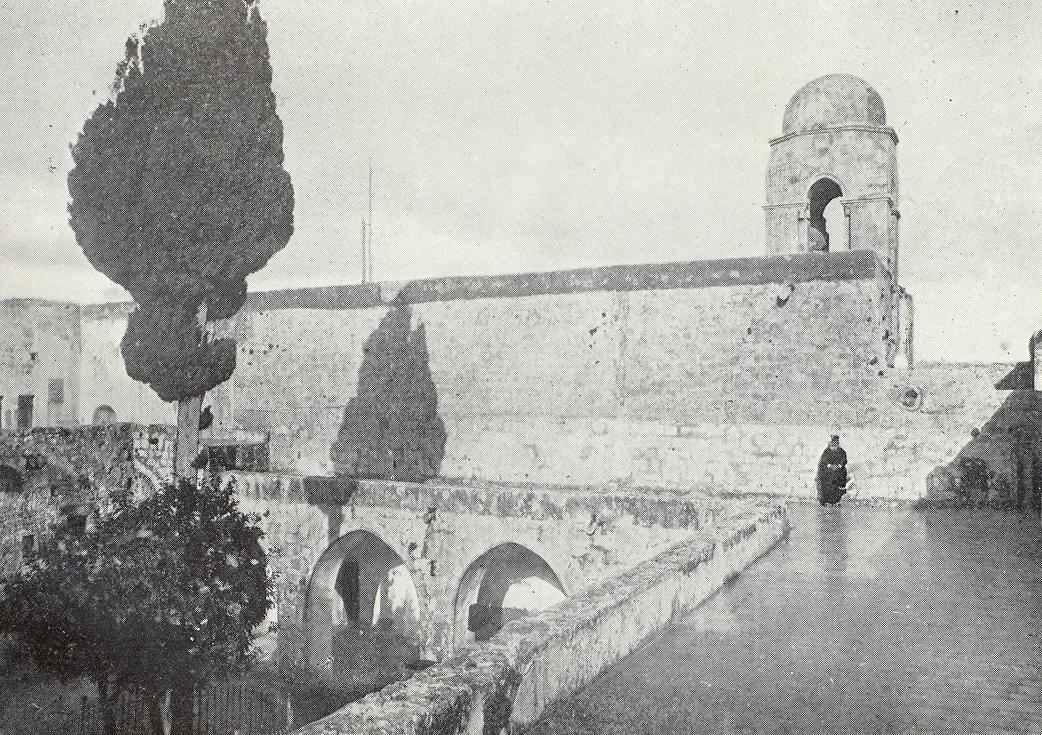
Баламандский монастырь в 1921 году.

В 1832 году архимандрит Афанасий (Касир) основал первую школу для священнослужителей в этой обители. На протяжении семи лет здесь преподавались арабский и греческий языки, церковная музыка, догматическое и пастырское богословие. Эта школа долго не просуществовала по той причине, что в её стенах учились в основном арабы, получавшие там хорошую образовательную базу, а греческие иерархи, занимавшие в то время главенствующую роль в Антиохийской Церкви, не желали усиления арабских позиций внутри и в конце концов добились её закрытия в 1840 году. Её возобновление произошло в 1900 году и стало возможным после избрания в 1899 году араба на Антиохийский патриарший престол. Учебная программа строилась по образцу русских духовных училищ. Лучшие выпускники школы продолжали образование в России.
В начале Первой мировой войны, в 1914 году, школа вновь была закрыта, но частично восстановила свою деятельность в промежутке между двумя Мировыми войнами после интронизации Патриарха Александра III (Тахана).
В 1962 году Патриарх Феодосий VI поручил епископу Латакийскому Игнатию (Хазиму) руководить деятельностью школы. Уровень образования значительно повысился, а студенты, число которых удвоилось, по окончании обучения стали получать степень бакалавра.
В 1975 году, в связи с началом войны в Ливане, Богословский институт вынужденно эвакуировался в Салоники. В годы войны монастырь стал приютом для многочисленных беженцев. В 1978 году была создана специальная Синодальная комиссия по надзору за институтом. Институт оставался за границей до 1979 года, после чего смог снова возвратиться на свои земли.
В 1988 году при монастыре открылся Баламандский университет, в котором обучаются примерно 1,5 тысяч студентов.
17-24 июня 1993 года в монастыре состоялась седьмая пленарная сессия Смешанной международной комиссии по богословскому диалогу, её темой стало обсуждение вопроса «Униатство как метод единения в прошлом и нынешний поиск полного общения», на которой было подписано «Баламандское соглашение».